# 경주 석굴암 삼층석탑
경주 석굴암 삼층석탑(慶州 石窟庵 三層石塔)은 대한민국 경상북도 경주시 석굴암에 있는, 남북국 시대 신라의 삼층석탑이다. 1987년 3월 9일 대한민국의 보물 제911호로 지정되었다.

## 개요
석굴암에서 동북쪽으로 약 150m지점 언덕에 서 있는 탑이다. 
2층을 이루는 기단(基壇)은 원형과 8각이 조화를 이루고 있어 특이한 모습이며 그 위로 4각의 탑신(塔身)을 3층으로 쌓아 올렸다. 기단의 모습은 매우 독특한 예인데 그 유래에 대해서는 밝혀지지 않고 있다.
전체적으로 원과 4각, 8각의 조화가 아름답고, 세부 수법의 경쾌함이 돋보이는 석탑으로, 8세기 말 통일신라시대에 만들어진 것으로 짐작된다.

## 같이 보기
- 삼층석탑

## 참고 자료
- 경주 석굴암 삼층석탑 - 국가유산청 국가유산포털